# Artanisz
Artanisz – wieś w Armenii, w prowincji Gegharkunik. W 2011 roku liczyła 756 mieszkańców.